# صالح أباد (غناباد)
صالح أباد (بالفارسية: صالح‌آباد) هي قرية تقع في قسم كاخك الريفي في إيران. يقدر عدد سكانها بـ 29 نسمة.